# Miley Stewartová
Miley Ray Stewartová (nepřechýleně Miley Ray Stewart) je fiktivní postava, protagonistka televizního seriálu Hannah Montana, kterou ztvárnila Miley Cyrusová. Seriál vysílala televizní stanice Disney Channel. Pilotní díl Lily, chceš znát tajemství? byl odvysílán 24. března 2006. Seriál byl ukončen dílem čtvrté řady Kamkoliv půjdu 16. ledna 2011. Postava Miley se také objevila ve filmu Hannah Montana: The Movie, který měl premiéru v roce 2009. Miley je normální dospívající dívka, která tajně vede dvojí život. Je zároveň popovou hvězdou Hannou Montanou.

## Nápad a casting
Postava se měla původně jmenovat Chloe Stewartová.
Cyrusová se o castingu do nového seriálu společnosti Disney dozvěděla ve věku 11 let prostřednictvím talentového agenta z Nashvillu. Na základě toho zaslala společnosti svou nahrávku se zájmem o roli nejlepší kamarádky hlavní postavy. Následně jí bylo nabídnuto, aby zaslala nahrávku i na hlavní roli. Poté byla pozvána do Hollywoodu na další konkurzy, bylo jí však řečeno, že je na tuto roli příliš mladá a malá. Nicméně její vytrvalost a herecký i hudební talent zapříčinily, že ji producenti pozvali i na další konkurzy. Producenti nakonec zúžili velký okruh kandidátů na tři herečky, mezi kterými byla i Taylor Momsenová. Roli ale nakonec získala Cyrusová, které v té době bylo 12 let. Podle prezidenta společnosti Disney Channel Garyho Marshe byla Cyrusová vybrána díky jejímu energickému vystupování a byla vnímána jako osoba, která „miluje každou minutu života“  a má vystupování podobné Hilary Duffové a na pódiu je jako Shania Twain.
Obsazení Cyrusové také vedlo k doobsazení jejího skutečného otce, Billyho Raye Cyruse, který v seriálu ztvárnil otce hlavní postavy. Cyrusová byla zpočátku rozpačitá. Podle její matky a manažerky Tish Cyrusové se Miley obávala toho, že si lidé budou myslet, že roli dostala díky svému otci. Cyrusová se také bála toho, že se její rodina bude muset oddělit tak, jako tomu bylo, když její otec získal roli v televizním seriálu Chlap.

## Postava

### Pozadí
Miley Stewartová se narodila 23. listopadu 1992 (bylo použito reálné datum narození Cyrusové) ve fiktivním městě Crowley Corners v Buford County v Tennessee. Miley zdědila lásku k hudbě po svém otci, který býval hvězdou country hudby. Její rodiče rozpoznali Mileyin potenciál a dali jí v roce 2000 k Vánocům kytaru. Tato událost je zobrazena v dílu Já jsem Hannah, vyslyš mé krákání, ve kterém si Miley kytaru prohlíží na svém notebooku.
V době, kdy jí bylo 12 let, se Miley stala slavnou popovou hvězdou pod uměleckým jménem Hannah Montana. Vynakládala přitom velké úsilí, aby udržela svou pravou identitu v tajnosti. Obávala se totiž, že kdyby lidé znali její tajemství, měli by ji rádi jen proto, že je slavná. Než prozradí ve čtvrté řadě v dílu Nikdy na tebe nezapomenu své tajemství, ví o její druhé identitě kromě její rodiny pouze Jacksonova přítelkyně Sienna, Rico, přátelé Lilly a Oliver, Roxy, Jake a Jesse. Ve filmu Hannah Montana: The Movie o tomto tajemství vědí navíc ještě obyvatelé Crowley Corners. V dílu Hannah Montana do ředitelny se ukáže, že tajemství zná i prezident Spojených států.

### Rodinné vztahy
Miley má obzvláště blízko ke svému otci, od kterého dostává mnoho dobrých rad a také psychickou podporu. Cení si také vztahů se svými nejlepšími přáteli Lilly a Oliverem. Nicméně byla Miley nešťastná z toho, že spolu chodí, a dokonce jim bránila být párem. Její vztah s Lilly občas utrpí krach, ale vždy se vše urovná. V dílu Co se mi na tobě nelíbí dojde u Lilly s Oliverem k hádce a Miley je požádána, aby si vybrala, na čí straně stojí. Miley ale prokáže svou laskavost a natočí krátký film Indiana Joannie, díky kterému si Lilly a Oliver navzájem odpustí. Mileyin vztah s jejím bratrem Jacksonem je často nepřátelský. Oba sourozenci se neustále perou a slovně se napadají. V několika soukromých rozhovorech však Miley i Jackson říkají, že se navzájem milují a oceňují, ale oba to nejsou ochotni přiznat na veřejnosti.

### Romantické vztahy
Miley má během seriálu a filmu také několik vztahů, z nichž mnohé jsou krátkodobé.
Oliver Oken (hraje Mitchel Musso) - nejlepší přítel
Leslie "Jake" Ryan (hraje Cody Linley ) - slavná televizní hvězda, přítel Miley
Miley a Jake se setkávají, když Jake krátce navštěvuje Seaview Middle School. Jakeovi se Miley líbí, neboť je jedinou dívkou ve škole, kterou jeho příchod neohromil.
Travis Brody (hraje Lucas Till) - přítel Miley ve filmu, přítel z dětství z Tennessee
Jesse (hraje Drew Roy) - je součástí kapely Hannah Montany v dílu To by mohl být on. Hannah předstírá, že se jí Jesse líbí a chce tím naštvat otce, který jí neschvaluje Jakea. Nakonec se do něj ale zamiluje.

### Vzdělání
V první řadě je Miley žákyní 8. třídy na Seaview Middle School a ve druhé řadě nastupuje na Seaview High School. V prvních epizodách v třetí sérii se stává druhačkou a před začátkem čtvrté řady juniorkou. Navzdory tomu, že jí její otec nabídl možnost domácího vzdělávání, se Miley rozhodla navštěvovat veřejnou školu, aby byla jako obyčejná dívka, což je rozhodnutí, kterého občas lituje. Kvůli svému dvojímu životu se často dostává do nepříjemných situací a je nucena lhát, aby ochránila své tajemství.

### Koníčky a zájmy
Kromě života popové hvězdy vede Miley normální život. Má ráda kempování a čas strávený na pláži, ale není vůbec sportovně založená. Má strach z pavouků a návštěv zubaře. Občas také bojuje se školními úkoly a sebevědomím. Často mívá přehnané nápady, jak se vypořádat se svými problémy. I když na koncertech jako Hannah nikdy nehraje na hudební nástroje, Miley umí hrát na klavír na kytaru. Vlastní několik akustických a elektrických kytar. V Hannah Montana: The Movie hraje Miley na akustickou kytaru Gibson, která byla vyrobena na zakázku.

## Hannah Montana

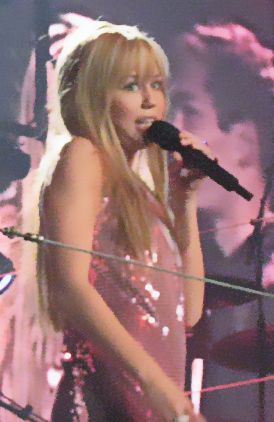
Miley Cyrus jako Hannah Montana během turné Best of Both Worlds Tour.

Hannah Montana je alter ego Miley Stewartové. Postava se původně měla jmenovat Alexis Texas, ale jméno bylo změněno na Hannah Montana. Hannah je Mileyinou tajnou identitou, je extrémně populární a vlivná celosvětová pop star. Mnoho fanoušků Hannah si neuvědomuje, že je ve skutečnosti jen normální dospívající dívka a Miley se snaží udržet své dva životy oddělené.

### Tajemství a cíl
Udržet Mileyino tajemství vyžaduje úsilí na obou stranách. Jako Hannah musí udržet své fanoušky v nevědomosti, že je opravdu normální dívkou, a jako Miley musí udržet své přátele v nevědomosti, že je opravdu Hannah Montana. V rozhovorech Cyrusová mluvila o tom, jak je těžké udržet tajemství ve skutečném světě, kde je pod mediálním dohledem. Seriál se však snaží neukazovat nedůvěru.
V seriálu nosí převleky i další lidé (Robby, Lilly a Oliver). Snaží se tak zabránit tomu, aby si Hannah někdo spojil s Miley. Jackson se ale objevuje s Hannah bez převleku s tím, že se vydává za jejího přítele z dětství. Hannah také obvykle vyměňuje limuzíny, když opouští koncertní sály, aby zabránila paparazzi v tom, aby jí sledovali domů. Miley se také musí spolehnout na mlčení lidí, kteří znají její tajemství. Patří mezi ně její rodinní příslušníci, kterými jsou Robby, Jackson, Ruthie, teta Dolly, strýc Earl, teta Pearl a sestřenice Luann; a její přátelé Lilly Truscottová s jejími rodiči, Oliver Oken a jeho matka, Jake Ryan, Farmine a Roxy, důstojník Diaria a jeho dcera Kelsey, Sienna a prezident Spojených států. (Tato skupina se zvětšuje na konci filmu Hannah Montana: The Movie).
Navzdory tomuto pečlivému úsilí se zdá, že její otec rád píše Hannah písně, které výslovně hovoří o jejím dvojím životě, jako jsou The Best of Both Worlds, Just Like You, The Other Side of Me, Rock Star, Old Blue Jeans, Just a Girl, Supergirl a Ordinary World. Ve frustraci si Miley jednou stěžovala: "Také bys mi mohl vytetovat na čelo 'Ve skutečnosti jsem Miley Stewartová'!" V dílu Dej se do toho a studuj Rico téměř odhalí Mileyino tajemství podle písně, kterou společně s tancem vytvoří na melodii hitu Nobody's Perfect a předvede ve třídě.
Ve filmu Hannah Montana: The Movie Hannah odhalí svou pravou identitu během koncertu ve svém rodném městě Crowley Corners v Tennessee, ale její fanoušci nechtějí, aby přestala být Hannah, a tak slíbí, že tuto informaci udrží v tajnosti. Tato událost je zmíněna v dílu Odpusť mi trochu během hádky mezi Miley a Jacksonem, což znamená, že film by se teoreticky mohl odehrát přímo uprostřed třetí sezóny seriálu a být tak jeho součástí.
Ke konci čtvrté a závěrečné série, v dílu Nikdy na tebe nezapomenu, Miley odhalí své tajemství v televizní show Jay Lena tak, že si sundá paruku a zazpívá píseň s názvem Wherever I Go jako Miley. Sklidí velký potlesk a díl a končí záběrem na její usmívající se tvář. Lilly a Robby po té také svlékají své kostýmy.
Miley měla několik důvodů pro to, aby vytvořila Hannah Montanu. Bála se, že kdyby děti ve škole zjistily, že je slavná, nechovaly by se k ní stejně. Zatímco si užívá svou slávu jako Hannah, stejně tak si užívá možnost vystoupit ze své role. Miley si také váží svého soukromí a nechce, aby ji fanoušci nebo paparazzi obtěžovali na veřejnosti. Hannah Montana tímto způsobem představuje jedinečnou inverzi typických zážitků celebrit. Zatímco většina celebrit se proslavila pod svou identitou a později potřebují převleky, aby si jich na veřejnosti nikdo nevšiml, Hannah Montana se proslavila v přestrojení a nyní má možnost být na veřejnosti sama sebou.
Druhá výhoda je, že Miley také někdy používá Hannah pro účely, jakými jsou například špehování. V dílu Peníze za nic, provinění zdarma získává díky Hannah peníze na školní charitativní akci, ve které Miley soutěží. V dílu Sbohem míči Hannah vystupuje v restauraci, aby si nechala podepsat baseball pro Jacksona. A v dílu Připravit, pozor, stůj Hannah získá řidičský průkaz poté, co Miley neuspěje v testu. Miley se také někdy snaží použít svou dvojí osobnost jako záminku. Například v dílu Nesmíš bojovat za právo na večírek Miley žádá Robbyho, aby potrestal pouze Miley, ne Hannah, protože "Hannah neudělala nic špatného."

### Vzhled
Hlavním rozdílem mezi Miley a Hannah je barva vlasů. Hannah také nosí extravagantnější oblečení, make-up a někdy i velké sluneční brýle. V seriálu je ukázáno, že slavnou blond paruku vybrala pro Miley Roxy. Miley Stewartová také zmiňuje, že vybrala tento vzhled podle své kmotry, tety Dolly Partonové, ačkoli nikdy nebylo oficiálně uvedeno, zda byla Partonová skutečnou inspirací pro tuto postavu. Zajímavostí je, že ve skutečnosti je Partonová kmotrou Cyrusové.

### Kariéra
Hudební kariéra Hannah Montany je až na výjimky velmi úspěšná. V pilotním dílu je řečeno, že pokračuje v turné, které bylo vyprodané, ale v následujících dílech přitom Miley chodí do školy, což by u turné pravděpodobně nebylo možné. V dílu Další moje stránka Robby říká, že pro ni napsal celkem 15 písní. Možná však přeháněl, protože v dílu Miley urazila rozhlasovou hvězdu říká, že pro ni napsal 14 písní. Hannah také získala několik cen, včetně ceny Silver Boot za nejlepší country pop crossover s písní True Friend a International Music Award pro umělkyni roku. Byla také oceněna společností Hollywood Parade of Diamonds, což byla parodie na hollywoodský chodník slávy. Zpívala také pro britskou královnu a prezidenta Spojených států (tato informace je zmíněna ve 4. řadě v dílu Hannah Montana do ředitelny). Největší rivalkou Hannah je popová hvězda Mikayla (ztvárnila ji Selena Gomezová), která chce ukrást Hannah fanoušky. Hannah také spolupracovala s několika skutečnými celebritami jako jsou Jonas Brothers, Sheryl Crow, David Archuleta, Iyaz a Billy Ray Cyrus.
Kromě své hudební kariéry se Hannah věnuje také herectví. Hostovala v televizní show Zombie High jako Zaronda, princezna nemrtvých. Postava Jakea Ryana zachrání Zarondu z portálu do podsvětí. Hannah později hrála ve svém vlastním celovečerním filmu Roba Reinera Indiana Joannie a prokletí zlaté kobry (parodie na film Indiana Jones), po boku Chace Crawforda. Také propagovala parfémy a produkty péče o pleť.

### Diskografie
Podrobnější informace naleznete v článku Diskografie Hannah Montany.
- Hannah Montana (2006)
- 2: Meet Miley Cyrus (2007)
- The Movie (2009)
- 3 (2009)
- Forever (2010)

## Události mimo seriál
Postava Hannah Montany se proslavila i mimo televizní seriál, především jako umělkyně a hudební interpretka. Tři ze sedmi vydaných soundtracků (Hannah Montana, Hannah Montana 2 a Hannah Montana: The Movie) se umístily na vrcholu amerického žebříčku Billboard 200, několik singlů se umístilo v Billboard Hot 100. He Could Be the One je první a zatím jediný singl připsaný Montaně, který dosáhl Top 10 na Hot 100. Od září do října 2006 Cyrusová vystupovala s několika písněmi od Hannah Montany během turné The Party's Just Begun jako předkapela pro The Cheetah Girls. Poté, od října 2007 do ledna 2008, Cyrusová vystupovala na úspěšném koncertním turné jako Hannah Montana. Turné nazvané Best of Both Worlds Tour se stalo klasickým příkladem umění napodobujícího život, protože fiktivní popularita Hannah Montany viděná v televizním seriálu získala skutečnou fanouškovskou základnu. Popularita Hannah Montany také dala Cyrusové příležitost stát se popovou hvězdou i pod svým skutečným jménem.
Postava Hanny se také objevila ve filmu Hannah Montana: The Movie, knižní sérii Hannah Montana a dvou dalších seriálech společnosti Disney Channel. Objevila se v dílu seriálu Sladký život Zacka a Codyho - To je tak sladký život Hanny Montany. V tomto díle hrála také Raven Baxterová. Poté se objevila ještě v seriálu Sladký život na moři, a to v dílu Blízké setkání, společně s postavami ze seriálu Kouzelníci z Waverly, ačkoli se tyto postavy mimo tento díl nikdy nesetkaly.